# تسليم المجرمين

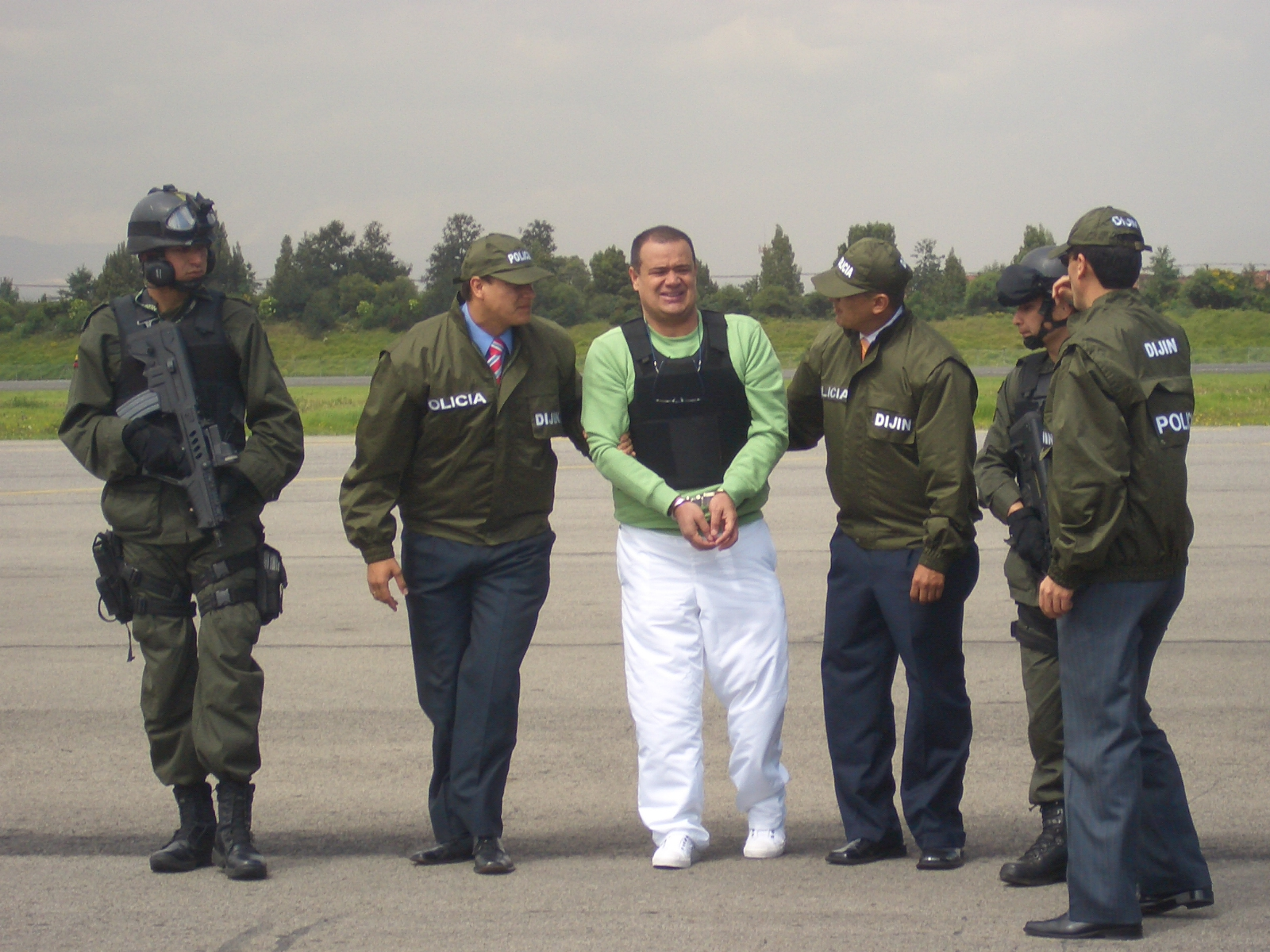

تسليم المجرمين الهاربين أو الاسترداد هو تسليم المتهمين أو المحكوم عليهم في قضايا جنائية، الهاربين إلى بلاد أجنبية للدولة ذات الولاية القضائية، وذلك باستثناء اللاجئين السياسيين. يخضع التسليم الدولي لمعاهدات خاصة و اتفاقيات ثنائية وعامة. ومع انتشار الجرائم و ظهور عصابات إجرامية هاربة من الدول الشرقية للغرب زاد ذلك من عدد الاتفاقات الثنائية في هذا الشأن بين الدول. 